# Highway: Rodando la Aventura
{{Ficha de programa de televisión
| tipo                     = 1
| título                   = Highway: Rodando la Aventura
| imagen                   = 
| tamaño de imagen         = 
| pie de imagen            = 
| reparto                  = [[Roger Vale Walter Migue Clari Dani Paulina Vane
| tema principal           = "Highway"
| num temporadas           = 1
| num episodios            = 12
| lista episodios          = Anexo:Episodios de Highway: Rodando la Aventura
| productor ejecutivo      = Laura Couto
| empresa productora       = The Walt Disney Company 
| distribuidor             = Buena Vista International Television
| director                 = Diego Suárez
| duración                 = 12/25 minutos
| cadena                   = Disney Channel Latinoamérica
| precedido por            = Patito feo (telenovela)
| sucedido por             = Cuando toca la campana
| relacionados             = The Walt Disney Company Latin America
 Zapping Zone
 O11CE
 Jungle Nest
| sitio web                = http://www.blogueandolaaventura.com/
| criterio sucesión        = Series argentina de Disney Channel
}}
Highway: Rodando la Aventura es una serie original argentina de Disney Channel Latinoamérica. Es la cuarta producción original de Disney Channel Latinoamérica, después de Zapping Zone, Disney Planet y Art Attack de Disney y la segunda miniserie original, después de Disney Planet. Es protagonizada por los conductores de Zapping Zone y Disney Planet respectivamente.

## Sinopsis
Highway: Rodando la Aventura narra la historia de un grupo de ocho amigos que viajan en motorhome por Latinoamérica para ir al concierto de regreso de su grupo favorito los "White Hats" pero en el camino formarán su propia banda llamada "Highway".

## Estreno
Paulina Holguín confirmó vía Facebook que el 5 de septiembre de 2010 se vería el primer tráiler de la serie antes y después del estreno de Camp Rock 2: The Final Jam.
Su estreno fue el 26 de octubre de 2010.

## Personajes

### Protagonistas
- Roger González - Roger: es el galán de los chicos, sabe tocar muy bien la guitarra, se da cuenta de que siente amor por Vale.
- Valeria Baroni - Vale: es la más simpática del grupo y tiene una muy buena voz junto a Pau; se enamora de: Roger.
- Walter Bruno - Walter: todos los chicos de Highway le piden favores a los cuales no puede decir que no y tiene una voz genial.Le gusta vane.
- Miguel González - Migue: es un actor que a veces sólo sabe hacer drama, le gusta practicar monólogos y cosas de la actuación. Está enamorado de Clari.
- Paulina Holguín - Pau: es la ecológica del grupo, quien se preocupa por los animales. Gusta mucho de  Dani ,  y el también gusta de ella.
- María Clara Alonso - Clari: la pulcra de todos los chicos, pero durante el viaje se dan cuenta de que ella es más que una chica de buenos modales. Está enamorada de Migue.
- Vanessa Andreu - Vane: es la diva actriz, cree que ella es una actriz de Hollywood, quien a veces parecerá mala pero en realidad es una chica divertida y gusta de Walter.
- Dani Martins - Dani: es el que devora constantemente la comida de los chicos,es el más divertido, es el deportista del grupo y gusta de Pau.

### Secundarios
- Esteban Prol - Richard: papá de Vale, inteligente, divertido, estricto, y adora a su hija, no se resiste a ella, le gustan los sarcasmos y es hombre de una sola palabra la mayoría de las veces. Siente mucha atracción por Mona, el GPS del motor-home.
- Santiago Stieben - Varios: denominado el comodín quien se hará pasar por varios personajes a los cuales los chicos le preguntan "¿Qué no era usted el que...?" y él siempre responderá que "No estoy para debates".
- Jorge Blanco: Diego El Mochilero" (Temporada 1: episodio 10).                                * MEX Pacho guerty: Bonnie boy (temporada 1 episodio 12).

## Capítulos
| Temporada | Temporada | Episodios | Estreno en Latinoamérica | Estreno en Latinoamérica |
| Temporada | Temporada | Episodios | Estreno de temporada     | Final de temporada       |
| --------- | --------- | --------- | ------------------------ | ------------------------ |
|           | 1         | 12        | 26 de octubre de 2010    | 2 de diciembre de 2010   |

## Banda sonora
| Número de canción | Año  | Título             | Intérprete(s) | Autor y Compositor                                                                               |
| ----------------- | ---- | ------------------ | --- | ------------------------------------------------------------------------------------------------ |
| 1                 | 2010 | Highway            | Paulina Holguín, Valeria Baroni, Maria Clara Alonso, Vanessa Andreu, Roger González, Walter Bruno, Miguel González y Daniel Rodrigo Martins | Autores Música y Letra: Sebastián Mellino(Producer) - Luis Sarmiento(Producer) - Ezequiel Bauza  |
| 2                 | 2010 | Amigas Por Siempre | Paulina Holguín, Valeria Baroni, Maria Clara Alonso, Vanessa Andreu                                                                         | Autores Música y Letra: Sebastián Mellino (Producer) - Luis Sarmiento(Producer) - Ezequiel Bauza |
| 3                 | 2010 | Estrella de Rock   | Walter Bruno | Autores Música y Letra: Sebastián Mellino (Producer) - Luis Sarmiento(Producer) - Ezequiel Bauza |
| 4                 | 2010 | Nuestro Amor       | Roger González y Valeria Baroni | Autores Música y Letra: Sebastián Mellino (Producer) - Luis Sarmiento(Producer) - Ezequiel Bauza |
| 5                 | 2010 | 911                | Valeria Baroni | Autores Música y Letra: Sebastián Mellino (Producer) - Luis Sarmiento(Producer) - Ezequiel Bauza |
| 6                 | 2010 | Secretos           | Maria Clara Alonso | Autores Música y Letra: Sebastián Mellino (Producer) - Luis Sarmiento(Producer) - Ezequiel Bauza |
| 7                 | 2010 | Caer en tu red     | Daniel Rodrigo Martins | Autores Música y Letra: Sebastián Mellino (Producer) - Luis Sarmiento(Producer) - Ezequiel Bauza |
| 8                 | 2010 | Cielo              | Paulina Holguín | Autores Música y Letra: Sebastián Mellino (Producer) - Luis Sarmiento(Producer) - Ezequiel Bauza |
| 9                 | 2010 | Un Manual          | Roger González | Autores Música y Letra: Sebastián Mellino (Producer) - Luis Sarmiento(Producer) - Ezequiel Bauza |
| 10                | 2010 | Puede Ser          | Roger González, Daniel Rodrigo Martins y Walter Bruno                                                                                       | Autores Música y Letra: Sebastián Mellino (Producer) - Luis Sarmiento(Producer) - Ezequiel Bauza |
| 11                | 2010 | Blablabla          | Paulina Holguín, Valeria Baroni, Maria Clara Alonso, Vanessa Andreu, Roger González, Walter Bruno, Miguel González y Daniel Rodrigo Martins | Autores Música y Letra: Sebastián Mellino (Producer) - Luis Sarmiento(Producer) - Ezequiel Bauza |
| 12                | 2010 | La Voz             | Paulina Holguín, Valeria Baroni, Maria Clara Alonso, Vanessa Andreu, Roger González, Walter Bruno, Miguel González y Daniel Rodrigo Martins | Autores Música y Letra: Sebastián Mellino (Producer) - Luis Sarmiento(Producer) - Ezequiel Bauza |